# Denver Falcons
Die Denver Falcons waren eine US-amerikanische Eishockeymannschaft aus Denver, Colorado. Die Mannschaft spielte in der Saison 1950/51 in der United States Hockey League.  

## Geschichte
Das Franchise wurde 1950 als Expansionsteam der United States Hockey League gegründet. In ihrer Premierenspielzeit belegte die Mannschaft den dritten Platz der regulären Saison. Anschließend wurde die Mannschaft bereits wieder aufgelöst.